# Паразитиформные клещи
Паразитифо́рмные клещи́ (лат. Parasitiformes) — надотряд паукообразных из подкласса клещей (Acari). Описано свыше 12,5 тысяч видов. 

## Значение
К этой группе относится множество паразитов позвоночных, в том числе переносчики возбудителей опасных заболеваний человека: клещевого энцефалита, болезни Лайма и других. Также многочисленны хищники и сапротрофы. Хищных представителей семейства Phytoseiidae используют для борьбы с вредителями.

## Классификация
Группу традиционно подразделяют на три отряда Ixodida, Holothyrida и Mesostigmata. Современные исследователи также относит к паразитиформным клещам клещей-сенокосцев (Opilioacarida). Свыше 12,5 тысяч описанных видов разделяют на 75—80 семейств:
- Отряд Opilioacarida Zakhvatkin, 1952
  - Надсемейство Opilioacaroidea Redikorzev, 1937
    - Семейство Opilioacaridae With, 1902 — Клещи-сенокосцы
- Отряд Ixodida Leach, 1815
  - Надсемейство Ixodoidea Dugès, 1834 — Иксодоидные клещи
    - Семейство Argasidae C. L. Koch, 1844 — Аргасовые клещи
    - Семейство Ixodidae C. L. Koch, 1844 — Иксодовые клещи
    - Семейство Nuttalliellidae Schulze, 1935
- Отряд Holothyrida Thon, 1909
  - Надсемейство Holothyroidea Thorell, 1882
    - Семейство Allothyridae van der Hammen, 1972
    - Семейство Holothyridae Thorell, 1882
    - Семейство Neothyridae Lehtinen, 1981
- Отряд Mesostigmata G. Canestrini, 1891
  - Свыше 70 семейств, включающих большинство представителей надотряда[2].